# Strada Statale 379 Egnazia e delle Terme di Torre Canne
Die Strada Statale 379 „Egnazia e delle Terme di Torre Canne“ ist eine italienische Staatsstraße.

## Verlauf
Die SS 379 bildet eine Variante zur historischen Staatsstraße 16 (die mittlerweile zur Provinzialstraße herabgestuft wurde). Sie ist Teil der Europastraße 55.